# Windows 98
Windows 98 (nom de code Memphis) est un système d'exploitation de la société Microsoft, successeur de Windows 95. Le produit s'est décliné en deux versions principales : la première sortie le 25 juin 1998 puis une mise à jour de la précédente dite « Second Edition », sortie le 23 avril 1999. Il fut suivi par Windows Millennium (ME) pour le grand public et par Windows 2000 pour les entreprises. Il constitue la seconde version de Windows 9x. Tout comme son prédécesseur, Windows 98 est bâti sur MS-DOS 7.1 et aura été la dernière version à prendre en charge le mode réel.
Windows 98 s'est vendu à 15 millions d'unités en 1998, tandis que Windows 95 s'était vendu à 13 millions d'unités l'année de son lancement. Windows 98 dominait ainsi le marché des particuliers et gagnait peu à peu les entreprises, bien que la majorité d'entre elles utilisaient encore Windows 95 (voire Windows 3.11) et étaient réticentes à passer à 98, du fait de l'absence de changements majeurs.

## Nouveautés

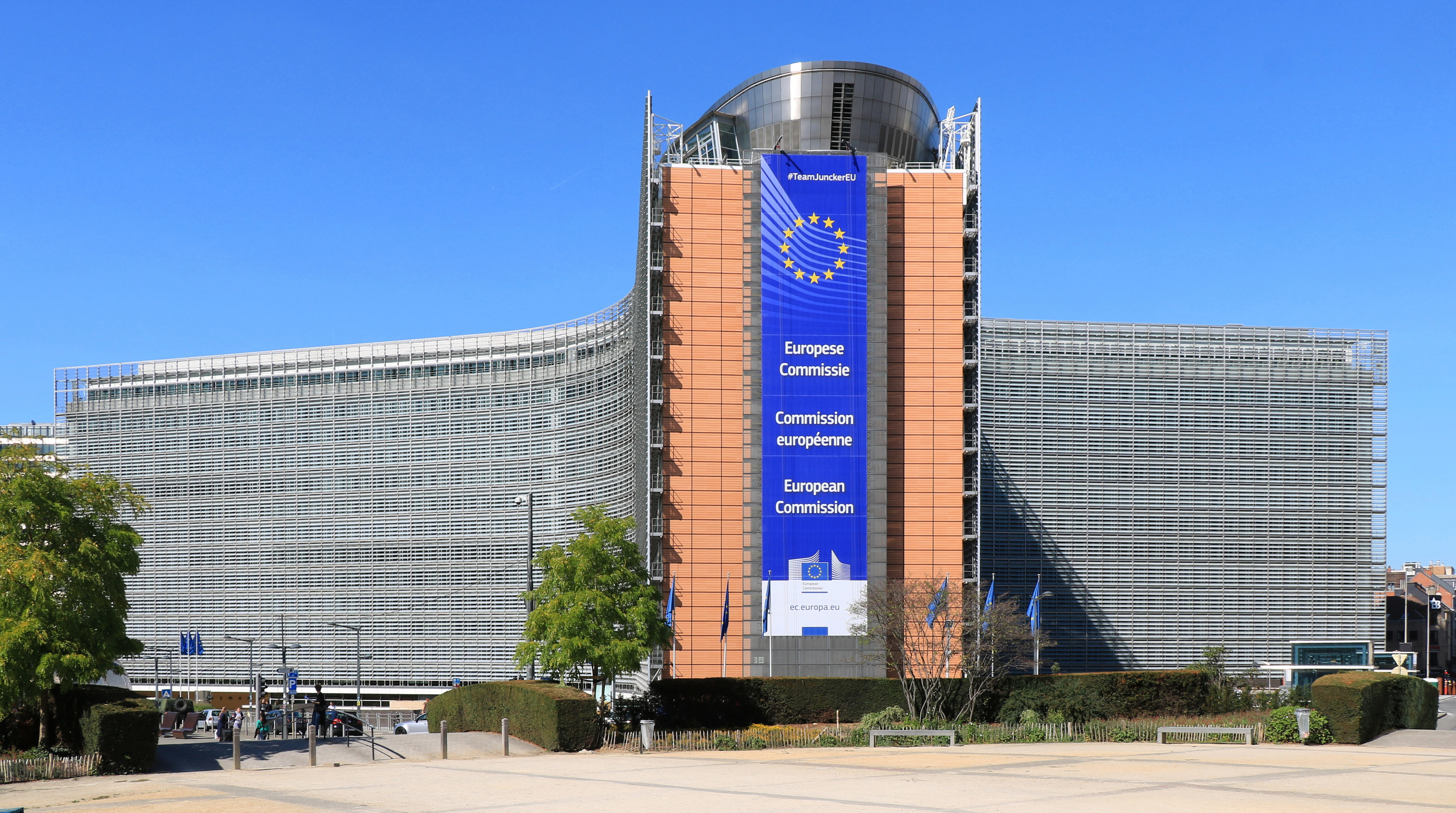
La Commission européenne, qui a contré Microsoft à plusieurs reprises.

Les nouveautés sont la prise en charge native du FAT32 et de l'USB. Par prise en charge de l'USB, on entend que Windows 98 supporte les hubs USB, les scanners USB et les périphériques de classe PID tels que les souris, claviers et joysticks USB. En effet, la prise en charge pour la première fois des imprimantes USB et de l'USB Mass Storage (clés USB, appareils photos numériques, baladeurs etc) ne se fera qu'avec Windows 2000. Des pilotes permettant la reconnaissance de l'USB MSC ont cependant fait leur apparition en 2002 (première et seconde éditions),,.
Un utilitaire est fourni par Microsoft afin de convertir les fichiers FAT16 vers le FAT32, sans avoir ainsi à formater sa partition. Les utilisateurs ont également la possibilité d'afficher l'explorateur comme une « page web ». C'est également le premier système Microsoft à fournir Internet Explorer par défaut, ce qui vaudra un rappel à l'ordre au développeur de la part de la Commission européenne,. La référence de cette première édition de Windows 98 est : 4.10.1998 ; les fichiers portent la date : 11/05/98 (11 mai 1998).
Windows 98 propose en effet des améliorations au niveau du TCP/IP en incluant un support intégré pour la version 2 de Winsock, la prise en charge du protocole Server Message Block (SMB) et du multicast IPv4 (Internet Group Management Protocol (IGMP) et Internet Control Message Protocol (ICMP) entre autres).
Le client DHCP a également été amélioré par Microsoft afin de détecter et prévenir les conflits d'adresses IP.
Windows 98 est aussi doté de nouveaux sons systèmes d'alerte de batterie faible et de batterie très faible (pour les ordinateurs portables). Le son du démarrage a été composé par Ken Kato, un musicien alors employé de Microsoft.

## Versions
| Nom                          | Version     | Date de sortie   | Internet Explorer |
| ---------------------------- | ----------- | ---------------- | ----------------- |
| Windows Memphis Pre-Alpha    | 4.10.1132   | 16 juin 1996     | 3.0               |
| Windows Memphis Beta         | 4.10.1387   | 30 juin 1997     | 3.0               |
| Windows 98 Beta 3            | 4.10.1602   | 15 décembre 1997 | 4.0               |
| Windows 98 Release Candidate | 4.10.1691   | 3 avril 1998     | 4.01              |
| Windows 98                   | 4.10.1998   | 25 juin 1998     | 4.01              |
| Windows 98 Seconde Édition   | 4.10.2222.A | 23 avril 1999    | 5.0               |

## Seconde Édition
Windows 98 Seconde Édition (« Second Edition » en anglais et SE en abréviation) a été lancé le 5 mai 1999. En plus de corriger de nombreux problèmes mineurs, cette seconde édition proposait Internet Explorer 5 à la place de la version 4. Cette version incluait également le partage de connexion internet qui permettait à deux ordinateurs situés sur un même réseau local de partager une connexion unique en utilisant le NAT. Au chapitre des améliorations, on peut citer l'ajout de la version 3 de Netmeeting, l'ajout d'un programme permettant la lecture des DVD (qui nécessite toutefois l'installation d'un codec tiers non fourni pour être fonctionnel) et la prise en charge de la plupart des adaptateurs WiFi.
Bien que cette version ne soit en définitive qu'une mise à jour de Windows 98 dans sa première édition, elle a connu un grand succès. La référence de cette version est : 4.10,222 2 A ; les fichiers portent la date : 23/04/99 (23 avril 1999).

## Applications
- Macromedia Shockwave et Flash Player sont préinstallés dans le système[12].
- Les applications d'origine peuvent être mises à jour. Ainsi Office XP peut être installé à la place de Microsoft Office 97.
- Internet Explorer 4.01 peut être mis à jour vers la version 6.0 et Outlook Express, sorti en 2001 (conçu pour Windows XP), est compatible avec Windows 98.
- Le Lecteur Windows Media 7.1 peut être mis à jour vers la version 9.0.
- DirectX 6.1 peut être mis à jour vers la version 9.0c.

## Présentation à la presse

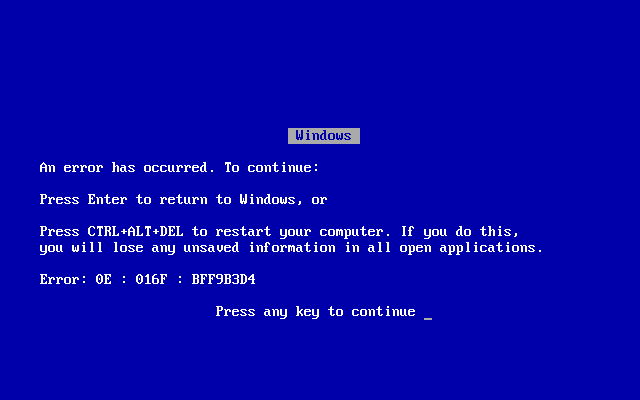
BSoD ("Blue Screen of Death" en anglais ou "Écran Bleu de la Mort" en français) utilisé par Windows 98.

En avril 1998, lors de la présentation à la presse de Windows 98, le PDG de Microsoft Bill Gates souhaitait souligner la facilité d'usage du système d'exploitation d'utilisation et le support amélioré du Plug-and-Play (PnP). Toutefois, lorsque son assistant Chris Capossela a branché un scanner et a essayé de l'installer, le système d'exploitation a planté, affichant un BSoD (écran bleu de la mort). Après les applaudissements et les acclamations de l'auditoire, Bill Gates déclare : « Ce doit être la raison pour laquelle nous ne commercialisons pas encore Windows 98 ». La vidéo de cet événement est devenu un phénomène Internet populaire.

## Succession et support
Le 14 septembre 2000, Windows 98 a été remplacé par Windows Me et Windows 2000.
Microsoft souhaitait arrêter son support technique pour Windows 98 le 16 janvier 2004, mais, en raison de la popularité encore élevée du système (27 % des pages vues de Google l'étaient sur Windows 98 en octobre-novembre 2003), la date de fin de support technique fut fixée au 11 juillet 2006. Le support de Windows Me s'est également terminé à cette date. Le support de Windows 2000, bien que celui-ci soit sorti plus tôt, s'est achevé seulement le 13 juillet 2010.

## Sécurité
Ce système d'exploitation ne propose qu'une prise en charge limitée des comptes utilisateurs et de la sécurité. Il est orienté mono-poste et mono-utilisateur. Tous les utilisateurs et leurs programmes en découlant possèdent ainsi un accès illimité au matériel.

## Configuration requise
Configuration minimale
- Processeur : 486 DX2/66 MHz
- Espace disque dur : 165 Mo
- Mémoire vive : 16 Mo de RAM (24 Mo de RAM pour la Seconde Édition)
- VGA ou moniteur de résolution supérieure (640×480 pixels)

Configuration recommandée
- Processeur : Pentium
- Espace disque dur : 355 Mo
- Mémoire vive : 24 Mo de RAM

Limitation de la mémoire physique : Windows 98 n'est pas conçu pour traiter plus de 1 Go de RAM, une valeur supérieure à ce montant entraînant une instabilité du système. Il est donc nécessaire de passer par MsConfig (SYSTEM.INI) afin de limiter la RAM allouée au système d'exploitation sur les machines pourvues de plus de 1 Go de RAM. De plus, Windows 98 ne prend pas en charge le système de fichiers NTFS. Pour créer un multi-boot, les partitions doivent donc être au format FAT32.